# Maurice-Eugène-Marcel-Joseph Hanly
Maurice-Eugène-Marcel-Joseph Hanly, francoski general, * 1881, † 1961.